# Novopokrivka (Novopokrivka), Krasnohvardiiske
Novopokrivka (în ucraineană Новопокрівка) este localitatea de reședință a comunei Novopokrivka din raionul Krasnohvardiiske, Republica Autonomă Crimeea, Ucraina.

## Demografie
Componența lingvistică a localității Novopokrivka
     Rusă (55,93%)
     Tătară crimeeană (19,53%)
     Ucraineană (17,15%)
     Alte limbi (1,76%)
Conform recensământului din 2001, majoritatea populației localității Novopokrivka era vorbitoare de rusă (55,93%), existând în minoritate și vorbitori de tătară crimeeană (19,53%) și ucraineană (17,15%).